# 那古船形駅
那古船形駅（なこふなかたえき）は、千葉県館山市船形にある、東日本旅客鉄道（JR東日本）内房線の駅である。

## 歴史
- 1918年（大正7年）8月10日：開業[1]。
- 1971年（昭和46年）
  - 7月1日：荷物扱い廃止[2]。
  - 8月18日：無人駅となる[3]。
- 1987年（昭和62年）4月1日：国鉄分割民営化に伴い、東日本旅客鉄道（JR東日本）の駅となる[1]。
- 2009年（平成21年）3月14日：ICカード「Suica」の利用が可能となる[4]。東京近郊区間に組み込まれる[4]。
- 2019年（平成31年）  
  - 3月16日：旧1番線（千葉方面のりば）を撤去して棒線化[5]。
  - 4月1日：この日より再び終日無人駅となる[6]。

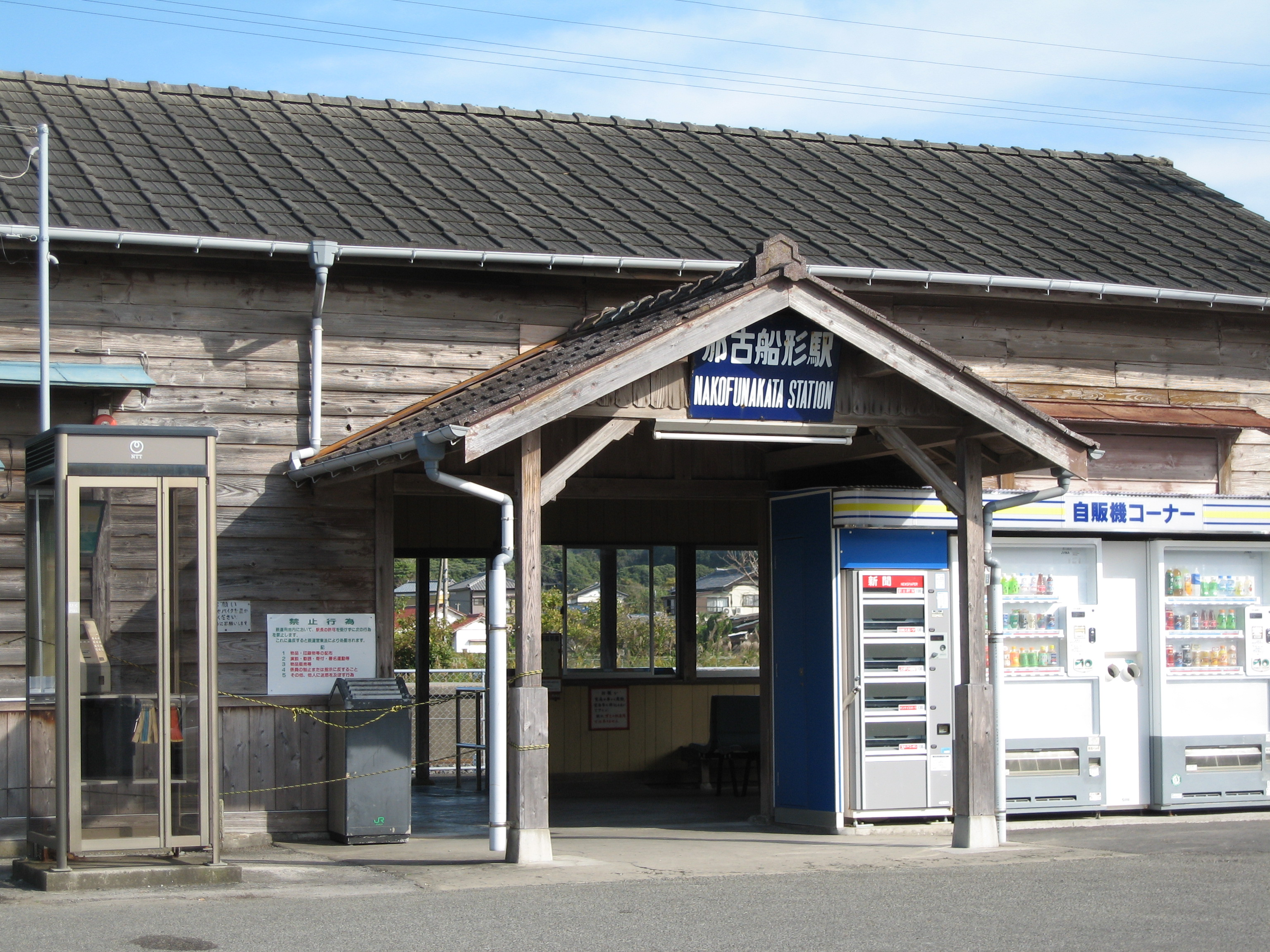
外壁塗装前の駅舎（2006年11月）
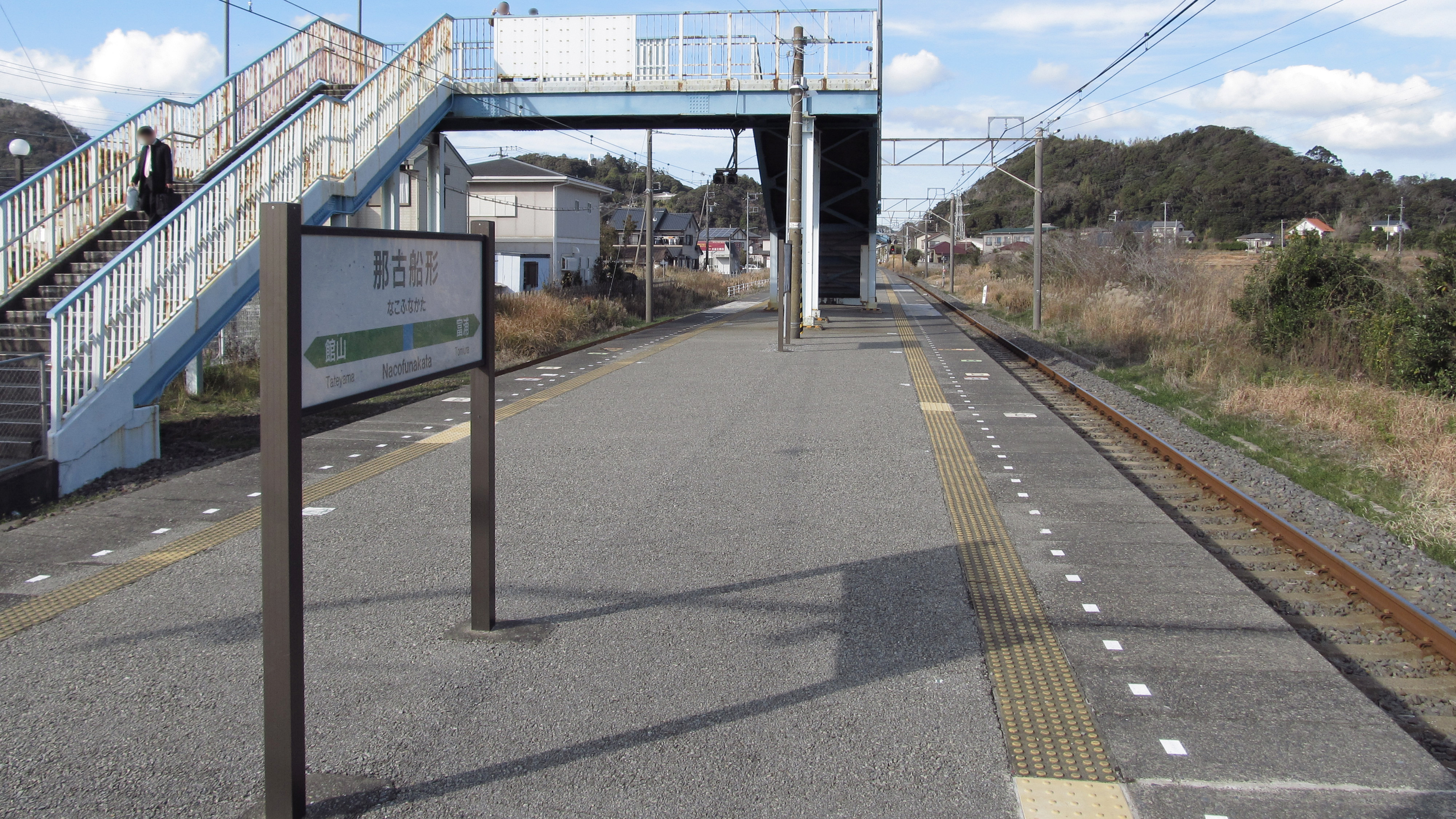
棒線化前のホーム（2013年12月）

## 駅構造
単式ホーム1面1線を有する地上駅。ホームは嵩上げされていない。2019年までは当駅でも行き違いが可能であった。旧1番線ホームでは線路・架線・信号機・跨線橋が撤去され、跡地には駅舎とホームを結ぶ通路が新設され、2019年8月24日より使用が開始された。
木更津統括センター（館山駅）が管理する無人駅。簡易Suica改札機が設置されている。自動券売機は有人駅だった当時より設置されておらず、窓口営業時間のみ稼働していたSuicaチャージ機は無人化により撤去された。当駅 - 館山駅間は強風の影響を受けやすく、しばしば速度規制や運転中止になる。2019年の構内単線化に伴い、当駅での折り返しはできなくなったため、運転中止になる場合は富浦駅で折り返す。

### のりば
| 番線 | 路線    | 方向 | 行先               |
| ---- | ------- | ---- | ------------------ |
| 1    | ■内房線 | 上り | 木更津・千葉方面   |
| 1    | ■内房線 | 下り | 館山・安房鴨川方面 |

（出典：JR東日本:駅構内図）
- ホーム有効長は11両編成までに対応する。

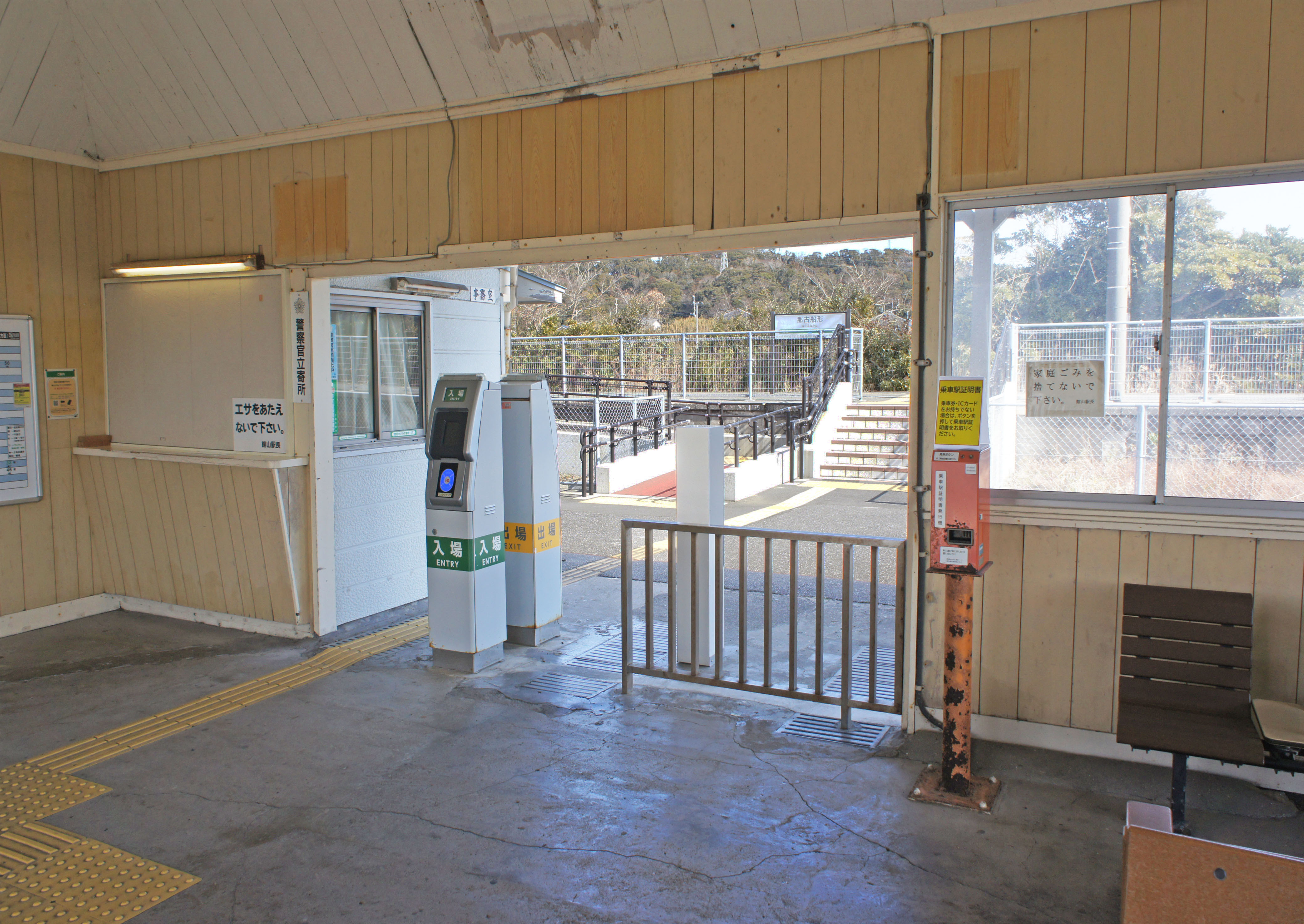
改札口（2022年2月）
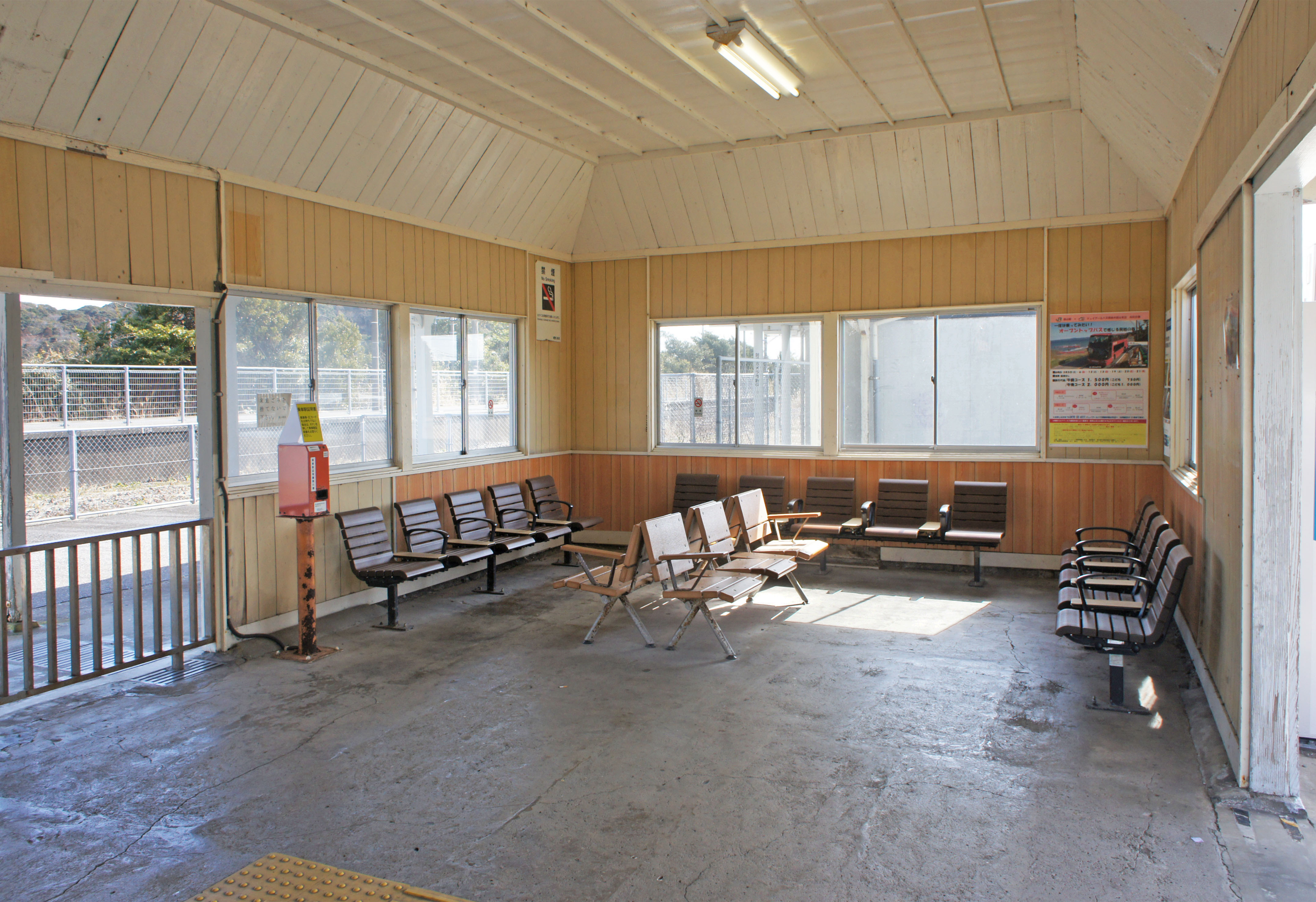
待合室（2022年2月）
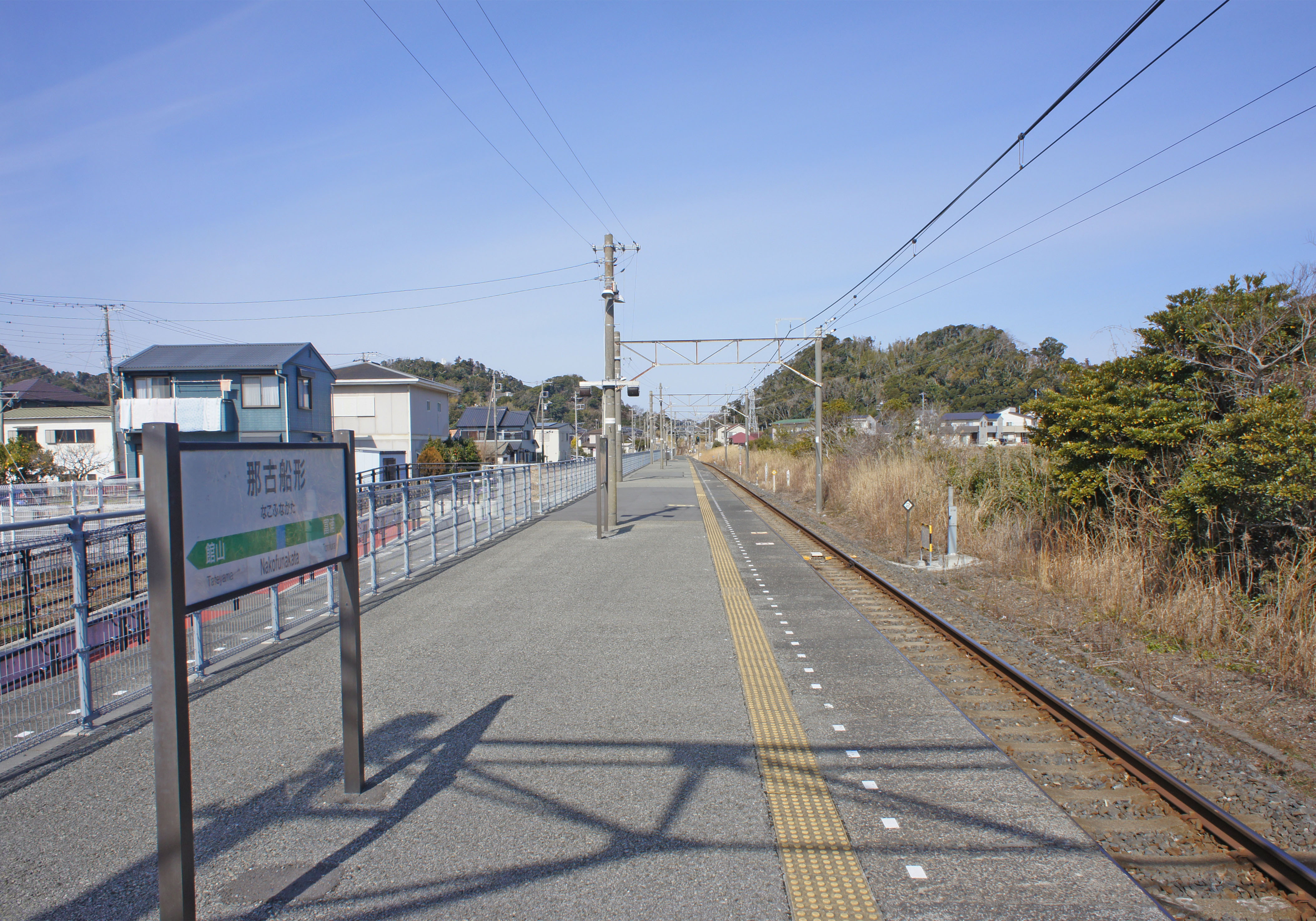
駅ホーム（2022年2月）

## 利用状況
2017年（平成29年）度の1日平均乗車人員は175人である。
JR東日本および千葉県統計年鑑によると、近年の1日平均乗車人員の推移は以下の通り。
| 年度               | 1日平均 乗車人員 | 出典     |
| ------------------ | ---------------- | -------- |
| 1990年（平成02年） | 450              | [ * 1 ]  |
| 1991年（平成03年） | 458              | [ * 2 ]  |
| 1992年（平成04年） | 444              | [ * 3 ]  |
| 1993年（平成05年） | 431              | [ * 4 ]  |
| 1994年（平成06年） | 436              | [ * 5 ]  |
| 1995年（平成07年） | 394              | [ * 6 ]  |
| 1996年（平成08年） | 375              | [ * 7 ]  |
| 1997年（平成09年） | 343              | [ * 8 ]  |
| 1998年（平成10年） | 332              | [ * 9 ]  |
| 1999年（平成11年） | 318              | [ * 10 ] |
| 2000年（平成12年） | 298              | [ * 11 ] |
| 2001年（平成13年） | 283              | [ * 12 ] |
| 2002年（平成14年） | 266              | [ * 13 ] |
| 2003年（平成15年） | 254              | [ * 14 ] |
| 2004年（平成16年） | 230              | [ * 15 ] |
| 2005年（平成17年） | 229              | [ * 16 ] |
| 2006年（平成18年） | 228              | [ * 17 ] |
| 2007年（平成19年） | 209              | [ * 18 ] |
| 2008年（平成20年） | 209              | [ * 19 ] |
| 2009年（平成21年） | 214              | [ * 20 ] |
| 2010年（平成22年） | 207              | [ * 21 ] |
| 2011年（平成23年） | 197              | [ * 22 ] |
| 2012年（平成24年） | 188              | [ * 23 ] |
| 2013年（平成25年） | 195              | [ * 24 ] |
| 2014年（平成26年） | 184              | [ * 25 ] |
| 2015年（平成27年） | 186              | [ * 26 ] |
| 2016年（平成28年） | 185              | [ * 27 ] |
| 2017年（平成29年） | 175              | [ * 28 ] |

## 駅周辺

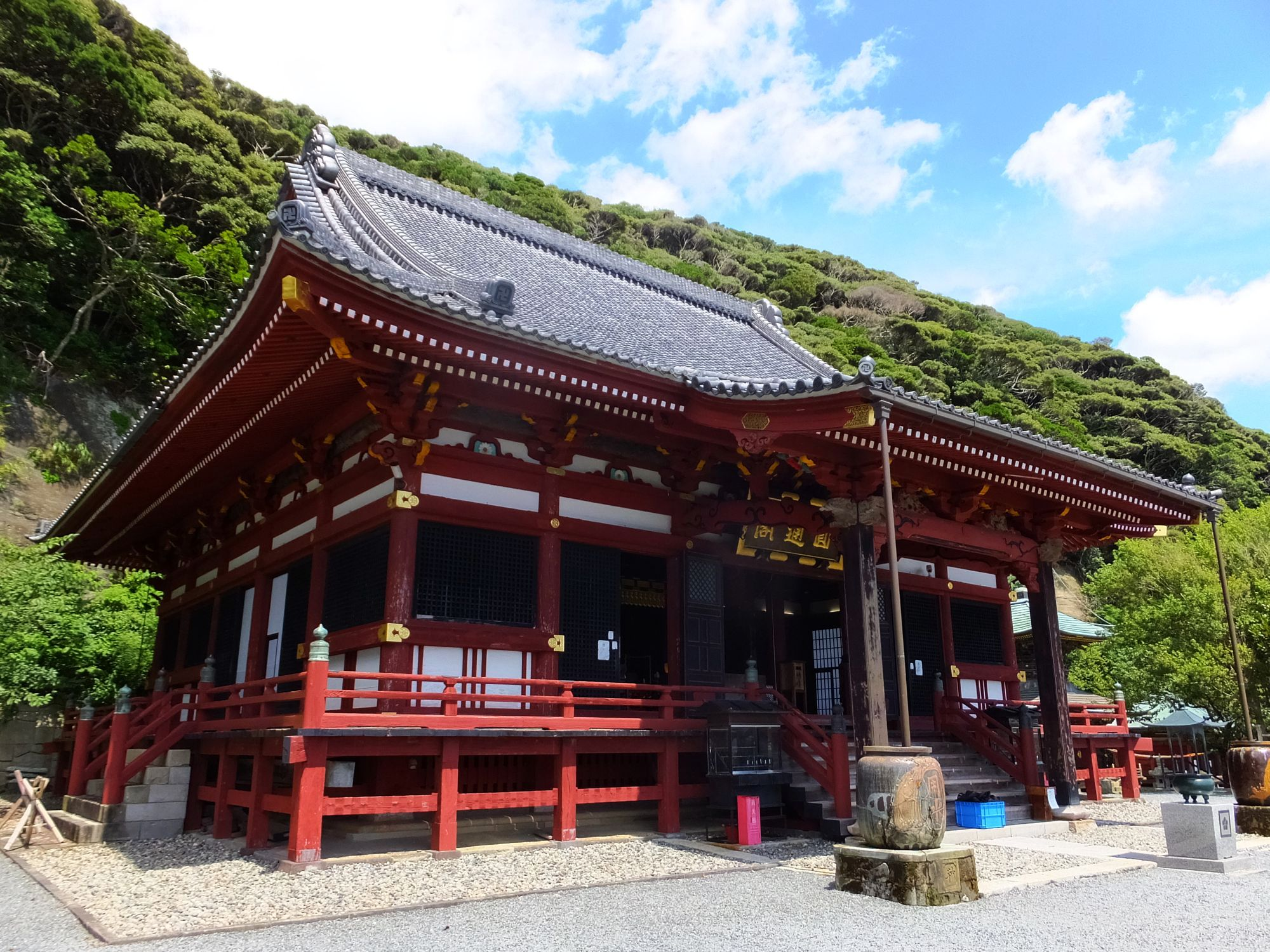
那古寺（那古観音）

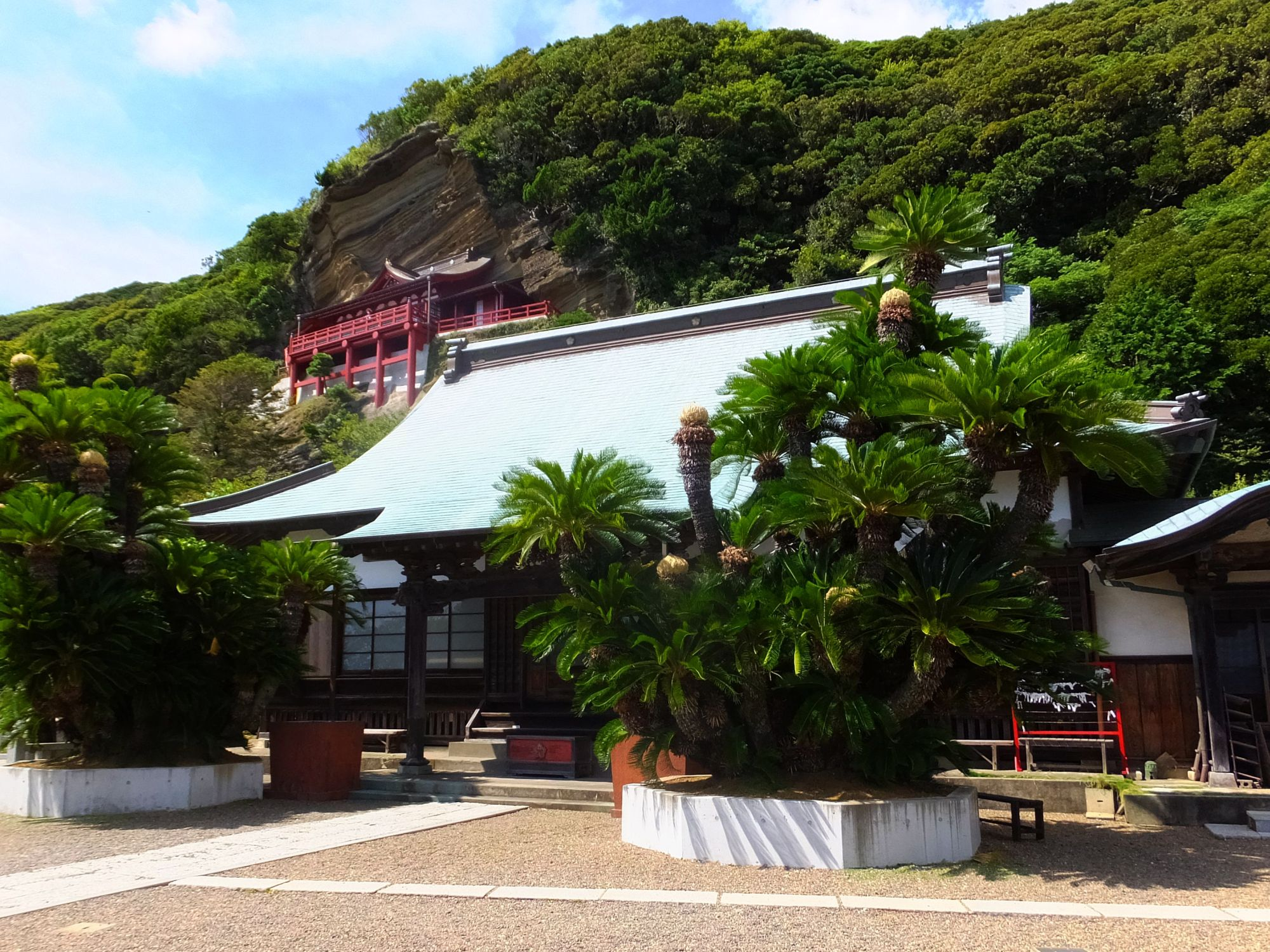
大福寺（崖観音）

駅は那古寺（なごじ）等の門前町である那古地区と、古くからの漁師町である船形地区の間に立地する。駅名は「なこ」と発音するが、地名は「なご」と発音する。
- 国道127号
- 千葉県道185号犬掛館山線
- 千葉県道302号館山富浦線
- 館山市若潮ホール
- 館山市立第一中学校
- 館山市立船形小学校
- 館山船形郵便局
- 館山那古郵便局
- 那古寺（那古観音）
- 大福寺（崖観音）
- 潮音台展望台
- 那古海水浴場
- 船形漁港
- ふれあい市場
- 千葉銀行 那古船形支店
- 館山信用金庫 那古船形支店
- おどや 船形店

## バス路線
「船形駅前」停留所にて、日東交通の路線バスが発着する。
- 市内線：館山航空隊行 / 小浜行

## 隣の駅
東日本旅客鉄道（JR東日本）
■内房線
富浦駅 - 那古船形駅 - 館山駅

### 記事本文

### 利用状況
1. ↑  千葉県統計年鑑 - 千葉県
2. ↑  館山市統計書 - 館山市

JR東日本の2000年度以降の乗車人員
1. ↑  各駅の乗車人員（2000年度） - JR東日本
2. ↑  各駅の乗車人員（2001年度） - JR東日本
3. ↑  各駅の乗車人員（2002年度） - JR東日本
4. ↑  各駅の乗車人員（2003年度） - JR東日本
5. ↑  各駅の乗車人員（2004年度） - JR東日本
6. ↑  各駅の乗車人員（2005年度） - JR東日本
7. ↑  各駅の乗車人員（2006年度） - JR東日本
8. ↑  各駅の乗車人員（2007年度） - JR東日本
9. ↑  各駅の乗車人員（2008年度） - JR東日本
10. ↑  各駅の乗車人員（2009年度） - JR東日本
11. ↑  各駅の乗車人員（2010年度） - JR東日本
12. ↑  各駅の乗車人員（2011年度） - JR東日本
13. ↑  各駅の乗車人員（2012年度） - JR東日本
14. ↑  各駅の乗車人員（2013年度） - JR東日本
15. ↑  各駅の乗車人員（2014年度） - JR東日本
16. ↑  各駅の乗車人員（2015年度） - JR東日本
17. ↑  各駅の乗車人員（2016年度） - JR東日本
18. ↑  各駅の乗車人員（2017年度） - JR東日本

千葉県統計年鑑
1. ↑  千葉県統計年鑑（平成3年）
2. ↑  千葉県統計年鑑（平成4年）
3. ↑  千葉県統計年鑑（平成5年）
4. ↑  千葉県統計年鑑（平成6年）
5. ↑  千葉県統計年鑑（平成7年）
6. ↑  千葉県統計年鑑（平成8年）
7. ↑  千葉県統計年鑑（平成9年）
8. ↑  千葉県統計年鑑（平成10年）
9. ↑  千葉県統計年鑑（平成11年）
10. ↑  千葉県統計年鑑（平成12年）
11. ↑  千葉県統計年鑑（平成13年）
12. ↑  千葉県統計年鑑（平成14年）
13. ↑  千葉県統計年鑑（平成15年）
14. ↑  千葉県統計年鑑（平成16年）
15. ↑  千葉県統計年鑑（平成17年）
16. ↑  千葉県統計年鑑（平成18年）
17. ↑  千葉県統計年鑑（平成19年）
18. ↑  千葉県統計年鑑（平成20年）
19. ↑  千葉県統計年鑑（平成21年）
20. ↑  千葉県統計年鑑（平成22年）
21. ↑  千葉県統計年鑑（平成23年）
22. ↑  千葉県統計年鑑（平成24年）
23. ↑  千葉県統計年鑑（平成25年）
24. ↑  千葉県統計年鑑（平成26年）
25. ↑  千葉県統計年鑑（平成27年）
26. ↑  千葉県統計年鑑（平成28年）
27. ↑  千葉県統計年鑑（平成29年）
28. ↑  千葉県統計年鑑（平成30年）